# Wohnhausgruppe Lohnstraße 10–11
Die Wohnhausgruppe Lohnstraße 10–11 in Diepholz stammt wohl aus dem 18. Jahrhundert.
Aktuell (2023) wird sie durch Wohnhäuser genutzt.
Die Gebäude stehen unter Denkmalschutz (siehe auch Liste der Baudenkmale in Diepholz).

## Beschreibung
Die Wohnhausgruppe vom Ende des 18. Jahrhunderts besteht aus
- der Nr. 10, dem eingeschossigen giebelständigen Gebäude in Fachwerk mit geputzten Ziegelausfachungen, Satteldach und senkrechter Verbretterung im oberen Giebeldreieck sowie
- der Nr. 11, dem eingeschossigen giebelständigen Gebäude in Fachwerk mit geschlämmten Ziegelausfachungen, Satteldach und Inschriften im Giebelbalken und über Fenster und Tür.

Das Landesdenkmalamt befand: „… geschichtliche Bedeutung … als beispielhafte giebelständige Bebauung der westlichen Seite der Lohnstraße …“
An der Lohnstraße steht auch die denkmalgeschützte Wohnhausgruppe Lohnstraße 20–26 aus dem 19. Jahrhundert.